# Distretto di Shimokita
Il distretto di Shimokita (下北郡, Shimokita-gun?) è uno dei distretti della prefettura di Aomori, in Giappone.
Attualmente fanno parte del distretto i comuni di Higashidōri, Kazamaura, Ōma e Sai.
| Controllo di autorità | VIAF (EN) 252387020 · NDL (EN, JA) 00630955 |